# Anton Baumstark junior

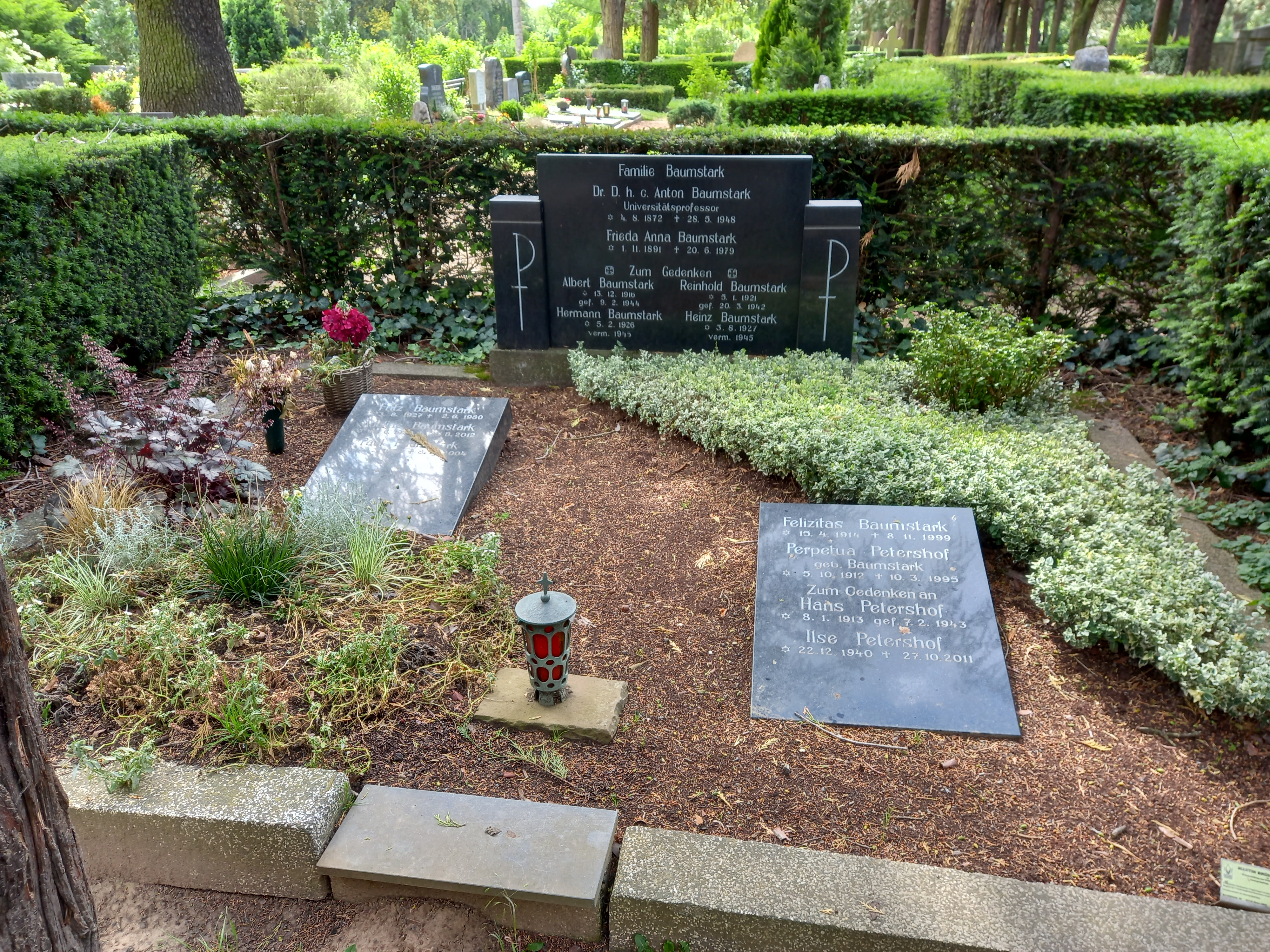
Das Grab von Anton Baumstark jun. und seiner Ehefrau Frieda Anna geborene Tröndle im Familiengrab auf dem Südfriedhof (Bonn)

Anton Baumstark, der Jüngere, (* 4. August 1872 in Konstanz; † 31. Mai 1948 in Bonn) war ein deutscher Philologe, Orientalist und Liturgiewissenschaftler. Er gilt als Begründer der Wissenschaft vom Christlichen Orient und der Vergleichenden Liturgiewissenschaft.

## Leben
Carl Anton Joseph Maria Dominikus (Taufname) Baumstark war das einzige Kind des zum Katholizismus konvertierten Politikers und Schriftstellers Reinhold Baumstark (1831–1900) und dessen Ehefrau Clementine Beck. Sein Großonkel war der Volkswirt Eduard Baumstark, sein Großvater der Philologe Anton Baumstark sen.
Nach seiner Schulzeit studierte Baumstark klassische und orientalische Philologie und wurde 1894 in Leipzig mit einer Dissertation über griechisch-syrische Übersetzungsliteratur zum Dr. phil. promoviert. Bereits mit 26 Jahren konnte er sich 1898 für beide Fächer an der Ruprecht-Karls-Universität Heidelberg habilitieren. Seine Habilitationsschrift heißt Syrisch-arabische Biographien des Aristoteles.
Mit Förderung und Vermittlung seiner Lehrer konnte Baumstark 1899 bis 1904 als Privatgelehrter auf längere Zeit am Campo Santo Teutonico in Rom arbeiten; u. a. gründete er dort 1901 die wissenschaftliche Zeitschrift Oriens Christianus, die er, mit einer Unterbrechung 1906/08, bis 1941 leitete. 1904/05 unternahm er seine einzige Orientreise. 1906 bis 1921 wirkte er als Gymnasiallehrer an der heutigen Heimschule Lender in Sasbach (Baden), der Lehranstalt seines Taufpaten, des Geistlichen Franz Xaver Lender. 1909 heiratete er die 18-jährige Protestantin Frieda Anna Tröndle und hatte mit ihr in der Zeit zwischen 1911 und 1927 fünf Töchter und neun Söhne. Zwei Kinder starben sehr früh, vier Söhne und der Verlobte einer Tochter fielen im Zweiten Weltkrieg.
Im Jahre 1921 wurde Baumstark als freigestellter preußischer Studienrat Ordentlicher Honorarprofessor für „Geschichte und Kultur des christlichen Orients und orientalische Liturgie“ in der Philosophischen Fakultät der Universität Bonn, daneben 1923 a. o. Professor für semitische Sprachen und vergleichende Literaturwissenschaft an der Universität Nimwegen, 1926 Professor für Islamkunde und Arabisch an der Universität Utrecht. Anlässlich der Jahrtausendfeier der Rheinlande
1925 verlieh ihm die Katholisch-Theologische Fakultät der Universität Bonn die damals für einen Laien seltene Würde eines theologischen Ehrendoktors. Im Jahre 1930 erhielt er den Ruf auf den Lehrstuhl für Orientalistik an der Westfälischen Wilhelms-Universität in Münster.
In der Öffentlichkeit war Baumstark allgemein als treuer Katholik mit starkem nationalem Empfinden bekannt. Bereits zum 1. August 1932 trat er der NSDAP bei (Mitgliedsnummer 1.265.421) und wurde für die Partei in Kirche wie Gesellschaft aktiv. An der Universität Münster galt Baumstark als Protegé von Gauleiter Alfred Meyer. 1933 war Baumstark Leiter einer Gleichschaltungs- und Säuberungskommission, die sich „N.S. Vorbereitender Ausschuss für Angelegenheiten der Westfälischen Wilhelms-Universität Münster“ nannte. In dieser Eigenschaft betrieb er u. a. die Entlassung des Röntgenologen Paul Krause. Als Kandidat für das Rektorat konnte Baumstark sich indes nicht gegen den Rechtshistoriker Hubert Naendrup durchsetzen. Baumstarks politischer Einfluss war faktisch nur von kurzer Dauer. 1935 wurde er für die Öffentlichkeit überraschend vorzeitig emeritiert, offensichtlich wegen des Vorwurfs der Homosexualität. Sein Nachfolger wurde der Orientalist und Sprachwissenschaftler Franz Taeschner. Anschließend nach Bonn zurückgekehrt, arbeitete er weiterhin wissenschaftlich und politisch, betätigte er sich auch als Denunziant gegen Paul Kahle. Eine zunehmende Entfremdung Baumstarks von der NSDAP ist ab 1943 bezeugt. Gemeinsam mit anderen Orientalisten und Theologen versuchte er 1944 vergeblich, das Leben seines vom Volksgerichtshof zum Tode verurteilten Mitarbeiters Kilian Kirchhoff OFM durch ein Gnadengesuch zu retten.
1946 wurde Baumstark aus dem Beamtenstand entlassen, ihm die Pension gestrichen und die Führung des Titels „Professor“ untersagt. Im Zuge der Entnazifizierung wurde er 1948 jedoch nur noch in Kategorie IV („Mitläufer“) eingestuft. In dem als »Baumstarks wissenschaftliches Testament« publizierten Schreiben von 1947 bekannte Baumstark »vor Gott […] eine Kollektivschuld unseres Volks & jedenfalls eine persönliche Mitschuld meinerseits«.
Baumstark starb im Alter von 76 Jahren am 31. Mai 1948 in Bonn. Sein Grab auf dem Bonner Südfriedhof (Abt. XI, 25–27) ist erhalten.

## Leistung
Ein großer Schwerpunkt der wissenschaftlichen Arbeiten Baumstarks waren die ostkirchlichen Riten bzw. die orientalische Liturgiegeschichte in all ihren Facetten. Baumstark erforschte nicht nur die Geschichte, sondern richtete sein Augenmerk auch auf deren Auswirkungen auf Kult, Kunst und Literatur. Er zeigte die Verwurzelung des Korans in der christlichen und jüdischen Liturgie auf. Bekannt ist seine Geschichte der syrischen Literatur (1922). Seine viel benutzte Einführung in die Vergleichende Liturgiewissenschaft (Liturgie comparée) liegt in mehreren Übersetzungen vor. Die deutsche Fassung ist nie erschienen.
Für die Liturgiewissenschaft formulierte Baumstark die Einsichten, dass (a) die entscheidende liturgische Entwicklung nicht von einer einheitlichen Urform zu regionaler Vielfalt verlief, sondern umgekehrt von Mannigfaltigkeit zu wachsender Einheitlichkeit und (b) historisch ältere Teile der Liturgie sich am ehesten an liturgisch hochwertigen Tagen erhalten. So finden sich beispielsweise in der Feier des Karfreitags viele archaische, sonst völlig verschwundene Elemente. Das Gesetz der Erhaltung des Alten in liturgisch hochwertiger Zeit ist heute allgemein anerkannt und ein häufig zitierter Satz geworden.
Baumstark begründete innerhalb des Orientalistentages der Deutschen Morgenländischen Gesellschaft die Sektion Christlicher Orient, die seit 1929 existiert.

## Werke (Auswahl)
- Lucubrationes Syro-Graecae. In: Jahrbücher für classische Philologie. Supplementband 21 (1894) 353–524 (Dissertation).
- Syrisch-arabische Biographieen des Aristoteles. Syrische Kommentare zur Eisagoge des Porphyrios. Leipzig: Teubner 1900. Aristoteles bei den Syrern vom V. – VIII. Jahrhundert. Syrische Texte herausgegeben, übersetzt und untersucht von A. Baumstark. Erster Band. Reprint: Aalen, Scientia Verlag, 1975 (Habilitationsschrift).
- Die Messe im Morgenland, Kempten – München 1906.
- Das Gesetz der Erhaltung des Alten in liturgisch hochwertiger Zeit. In: Jahrbuch für Liturgiewissenschaft 7 (1927), S. 1–23
- Festbrevier und Kirchenjahr der syrischen Jakobiten. Paderborn 1910.
- Die christlichen Literaturen des Orients. G. J. Göschen’sche Verlagsbuchhandlung, Leipzig 1911. Zwei Bände:
  - I: Das christlich-aramäische und das koptische Schrifttum
  - II: Das christlich-arabische und das äthiopische Schrifttum; Das christliche Schrifttum der Armenier und Georgier
- Geschichte der syrischen Literatur mit Ausschluß der christlich-palästinischen Texte. Markus + Weber, Bonn 1922. Unveränd. photomechan. Nachdruck: de Gruyter, Berlin 1968.
- Vom geschichtlichen Werden der Liturgie, Freiburg i. Br. 1922. Nachdruck: Arcturus Verlag, Schäffern 2018. ISBN 978-3-903060-66-1. – Polnische Übers.: O historycznym rozwoju liturgii (Vetera et nova 6). Wydawn. UNUM, Kraków 2001. ISBN 83-87022-26-8.
- Anton Baumstark, On the Historical Development of the Liturgy. Introd., Transl., and Annotation by Fritz West. Foreword by Robert F. Taft. Collegeville: Liturgical Press 2011. 229 S. ISBN 978-0-8146-6259-5.
- Liturgie comparée. Conférences faites au Prieuré d’Amay. Édition refondue. Chevetogne o. J. [1939]; 3. édition revue par Bernard Botte. Ed. de Chevetogne, Chevetogne 1953.
- Comparative Liturgy. Revised by B. Botte. English Edition by F. L. Cross, A. R. Morsbray and Co., London 1958.
- Liturgia comparada (Cuadernos Phase 155–156). 2 Bände, Centre de Pastoral Litúrgica, Barcelona 2005, ISBN 84-9805-086-3, ISBN 84-9805-087-1 (ohne die Bibliographie und das Register).
- Herausgeber der Zeitschrift Oriens Christianus 1901–1941 (mit Unterbrechungen).